# Roque del Oeste
Roque del Oeste est une île secondaire des îles Canaries, faisant partie de l'archipel de Chinijo et rattachée à la commune de Teguise (Lanzarote).

## Géographie
Elle se trouve à 2 km au nord de l'île de Montaña Clara. Ce gros rocher porte aussi le surnom de Roque del Infierno (rocher de l'enfer) à cause du danger qu'il représente pour les marins.
L'îlot n'est pas habité et forme avec le reste de l'archipel la réserve marine de La Graciosa et des îlots du nord de Lanzarote.